# Leverkusen
Leverkusen (pronunciación en alemán: /ˈleːvɐkuːzn̩/ⓘ) es una ciudad alemana ubicada en el estado de Renania del Norte-Westfalia. Forma parte de la macrorregión metropolitana del Rin-Ruhr. Se sitúa en la ribera oriental del Rin, a medio camino entre Colonia y Düsseldorf. En 2022 su población era de 165 748 habitantes. 

## Historia
La ciudad de Leverkusen es un producto del crecimiento económico de la región de la cuenca del Rin-Ruhr. Era un sector rural hacia finales del siglo XIX. Hoy la ciudad está formada por varias aldeas, originalmente llamadas Wiesdorf, Opladen, Schlebusch, Lützenkirchen, Steinbüchel, Rheindorf y Bergisch-Neukirchen. Wiesdorf, ya existente en el siglo XII, fue elegida por el boticario Carl Leverkus para establecer una fábrica de tinturas en 1860. La fábrica fue comprada por la compañía Bayer en 1891, que trasladó sus oficinas centrales a Wiesdorf, tornando a la ciudad en un polo de desarrollo de la industria química alemana.
Leverkusen fue fundada en 1930 por la conurbación de las aldeas mencionadas anteriormente, que a la vez iban aumentando su población. Actualmente la ciudad es la sede del equipo de fútbol alemán Bayer Leverkusen.

## Tren rápido

Red del tren rápido S-Bahn Rin-Ruhr.

El S-Bahn Rin-Ruhr es un tren rápido que cubre la macrorregión metropolitana alemana del Rin-Ruhr. Desde las ciudades de Bonn y Colonia, hasta la ciudad de Dortmund.

## Monumentos y lugares de interés
- BayArena - Estadio polideportivo de Leverkusen
- Bayer Cross Leverkusen - Uno de los avisos luminosos más grandes del mundo
- Schloss Morsbroich - Castillo de estilo barroco
- Neuland Park - Gran parque costero del Rin
- Jardín Japonés - Bello jardín cerca del parque de Carl Duisberg

## Deportes
El Bayer Leverkusen es el club de fútbol local, compite en la máxima categoría del fútbol nacional, la Bundesliga. El BayArena es su estadio, con una capacidad de 30 210 espectadores. Obtuvo por primera vez el título de campeón de la Bundesliga el 14 de abril de 2024.

## Ciudades hermanadas
- Bracknell Forest (Reino Unido)
- Chinandega (Nicaragua)
- Liubliana (Eslovenia)
- Nazareth Illit (Israel)
- Oulu (Finlandia)
- Racibórz (Polonia)
- Schwedt (Alemania)
- San Miguel de Tucumán (Argentina)